# FC Prut Leova
FC Prut Leova este un club de fotbal din Leova, Republica Moldova. Clubul a fost fondat în 1992 sub numele Constructorul Leova și a participat în ediția inaugurală a Diviziei Naționale. În anul 1999 echipa a fost redenumită în FC Prut Leova. În prezent clubul evoluează în Divizia "A"